# Morfem słowotwórczy
Morfem słowotwórczy – (w ujęciu germanistycznym) morfem niemający samodzielnego znaczenia, który w połączeniu z morfemem podstawowym (morfemem głównym, leksykalnym) tworzy wyrazy pochodne, czyli derywaty. 
Do morfemów słowotwórczych należą prefiksy (przedrostki) występujące przed morfemem podstawowym (Grundmorphem). Ten sam prefiks może występować przy różnych częściach mowy, np. (w języku niemieckim): un-, ab-, be-, ver- w wyrazach: ungeduldig (przymiotnik), Ungeduld (rzeczownik), abfahren (czasownik), Abgrund (rzeczownik), betreiben (czasownik), Betrieb (rzeczownik), verstehen (czasownik), unverständlich (przymiotnik).
Przykłady prefiksów pochodzenia obcego: extra- (Extrablatt), ko- (Koproduktion), uni- (unilateral), super- (supermild).        
Niekiedy formacje prefiksalne (Prafixbildungen) są uznawane za oddzielny typ słowotwórczy, inny niż derywat (Derivat, Ableitung). 
Natomiast sufiksy (przyrostki) jako morfemy słowotwórcze tworzą typowe derywaty, występują po morfemie głównym i są związane z jedną tylko częścią mowy, np.: -heit (Freiheit – rzeczownik), -er (Schreiber – rzeczownik),  -bar (lesbar – przymiotnik), -ig (sonnig – przymiotnik), -igen (reinigen –  czasownik).
Sufiksy pochodzenia obcego, m.in.: -age (Massage), -ist (Humanist), -ment (Parlament), -abel (diskutabel), -ant (amüsant), -ieren (dominieren). 